# 蘇沃羅夫卡 (斯卡多夫斯克區)
46°17′25″N 32°10′45″E / 46.29028°N 32.17917°E
丘马基（烏克蘭語：Чумаки），2024年9月前名为蘇沃羅夫卡（烏克蘭語：Суворовка），是位於烏克蘭南部的村莊，由赫爾松州斯卡多夫斯克區的貝赫泰里市鎮負責管轄。該村始建於1968年，面積0.55平方公里，海拔高度5米，2001年人口568，人口密度每平方公里1,032.7人。
2024年9月19日，乌克兰最高拉达将此村的名字改为丘马基。